# Фёкьер-ан-Вимё
Фёкьер-ан-Вимё (фр. Feuquières-en-Vimeu) — коммуна на севере Франции, регион О-де-Франс, департамент Сомма, округ Абвиль, кантон Гамаш. Расположена в 19 км к юго-западу от Абвиля и в 9 км от автомагистрали А26 "Дорога эстуарий" 
Население (2018) — 2 533 человека.

## Достопримечательности
- Церковь Успения Богоматери XVI века в стиле пламенеющая готика

## Экономика
Структура занятости населения:
- сельское хозяйство — 0,6 %
- промышленность — 63,5 %
- строительство — 1,5 %
- торговля, транспорт и сфера услуг — 24,2 %
- государственные и муниципальные службы — 10,1 %

Уровень безработицы (2017) — 15,1 % (Франция в целом — 13,4 %, департамент Сомма — 15,9 %). 

Среднегодовой доход на 1 человека, евро (2018) — 19 540 (Франция в целом — 21 730, департамент Сомма — 20 320).

## Демография
Динамика численности населения, чел. 

## Администрация
Пост мэра Фёкьер-ан-Вимё с 2001 года занимает социалист Бернар Давернь (Bernard Davergne), представитель кантона Гамаш в Совете департамента Сомма. На муниципальных выборах 2020 году возглавляемый им список был единственным.
| Период | Период | Фамилия         | Партия                  | Примечания                                     |
| ------ | ------ | --------------- | ----------------------- | ---------------------------------------------- |
| 1977   | 1983   | Франсуа Вокелен |                         |                                                |
| 1983   | 2001   | Марьюс Фюстье   |                         |                                                |
| 2001   |        | Бернар Давернь  | Социалистическая партия | член Генерального совета и Совета департамента |

## Ссылки

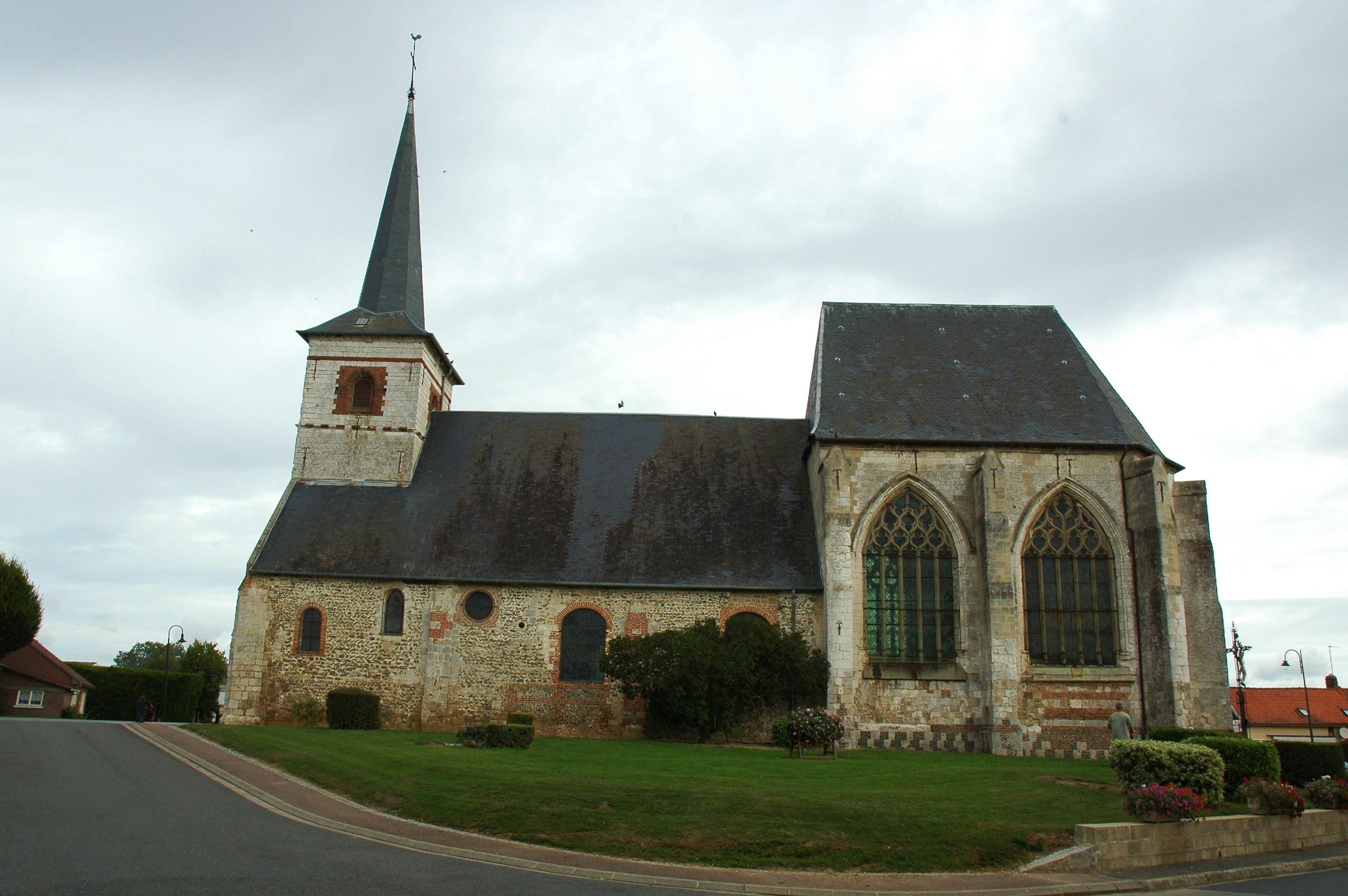
Церковь Успения Богоматери